# Marc Almond
Marc Almond, właśc. Peter Mark Sinclair Almond (ur. 9 lipca 1957 w Southport w Anglii) – brytyjski piosenkarz, kompozytor i aktor. Uważany za jednego z najważniejszych twórców nurtu synth pop i new wave. Jego styl muzyczny to elektroniczna mieszanka muzyki pop i dance.

## Życiorys
Studiował w Leeds Art College. Karierę rozpoczął w Wielkiej Brytanii w 1979, tworząc z Dave’em Ballem duet Soft Cell. Ich najbardziej znanymi przebojami były: „Tainted Love”, „Bedsitter”, „What”, „Torch” i „Say Hello Wave Goodbye”. Duet sprzedał ponad 10 milionów płyt. W 1984 się rozwiązał, a w 2002 tymczasowo się reaktywował, by nagrać album Cruelty Without Beauty i zagrać serię koncertów.
Nagrywał także z zespołami: The Mambas (1982–1983), The Willing Sinners (1984–1985; wydali album Vermin in Ermine) i The Mafia (1988). Kolejne albumy to: Stories of Johnny (1985), Mother Fist & Her Five Daughters (1987) oraz epka A Woman’s Story (1986). W 1985 wraz z grupą Bronski Beat nagrał przebój „I Feel Love”. Największym sukcesem okazał się jednak, pochodzący z albumu The Stars We Are (1988), przebój „Something’s Gotten Hold of My Heart” nagrany w duecie z Gene’em Pitneyem. Utwór ten znalazł się na pierwszych miejscach światowych list przebojów, z Wielką Brytanią na czele. W 1989 nagrał album z utworami Jacques’a Brela, zyskując uznanie wdowy po francuskim bardzie, która określiła go „najwybitniejszym żyjącym interpretatorem Brela”.
Lata 90. XX w. otworzył, uznanym przez wielu za najlepszy w jego twórczości, albumem Enchanted (1990), z którego pochodzą przeboje: „The Desperate Hours” czy „A Lover Spurned”. W 1991 wydał album pt. Tenement Symphony, zawierający m.in. piosenki: „The Days of Pearly Spencer”, „My Hand Over My Heart” oraz „Jacky”. Do końca lat 90. wydał jeszcze (z mniejszym sukcesem) kilka albumów, w tym koncertowy Twelve Years of Tears (Live At Royal Albert Hall) (1992).
W 1999 r. opublikował swoją autobiografię Tainted Life, w której opisał szczegóły swojego życia, w tym homoseksualnej orientacji oraz uzależnienia od narkotyków, które było powodem jego pobytu w szpitalu w 1994.
W 2001 r. ukazał się album Stranger Things, a w 2003 album z pieśniami rosyjskimi pt. Heart On Snow. W 2004 w Londynie uległ poważnemu wypadkowi na motocyklu i trafił do szpitala w stanie krytycznym. Po okresie rekonwalescencji wydawał wyłącznie albumy z coverami innych wykonawców: Stardom Road (2007) oraz Orpheus In Exile – Songs Of Vadim Kozin (2009).
W 2010 r. ukazał się pierwszy od wielu lat album z nowymi utworami, pt. Varieté. 6 czerwca 2011 r. wydał album pt. Feasting With Panthers. 26 października 2013 r. wystąpił w Łodzi w ramach festiwalu Soundedit'13. W lutym 2014 r. premierę miał album The Tyburn Tree (Dark London), który nagrał wspólnie z kompozytorem Johnem Harle.

## Dyskografia
Soft Cell
- 1981 – Non–Stop Erotic Cabaret
- 1982 – Non–Stop Ecstatic Dancing
- 1983 – The Art Of Falling Apart
- 1984 – This Last Night... In Sodom
- 2002 – Cruelty Without Beauty

Kompilacje
- 1986 – The Singles
- 1991 – Memorabilia: The Singles
- 1994 – Down in the Subway
- 1996 – Say Hello to Soft Cell
- 1999 – The Twelve Inch Singles
- 2002 – The Very Best of Soft Cell
- 2003 – Live
- 2003 – Soft Cell at the BBC
- 2005 – The Bedsit Tapes – Early/Rare Demos 1978–1982
- 2006 – Demo Non Stop

Marc And The Mambas
- 1982 – Untitled
- 1983 – Torment and Toreros
- 1984 – Bite Black and Blues (mini LP)

Marc Almond
- 1984 – Vermin in Ermine
- 1985 – Stories of Johnny
- 1986 – Violent Silence (mini LP)
- 1986 – A Woman’s Story (mini LP)
- 1987 – Mother Fist and Her Five Daughters
- 1988 – The Stars We Are
- 1989 – Jacques
- 1990 – Enchanted
- 1991 – Tenement Symphony
- 1992 – A Virgin’s Tale Volume I
- 1992 – A Virgin’s Tale Volume II
- 1993 – Absinthe: The French Album
- 1996 – Fantastic Star
- 1997 – Flesh Volcano / Slut (mini LP z Foetus)
- 1999 – Open All Night
- 2001 – Stranger Things
- 2003 – Heart on Snow
- 2007 – Stardom Road
- 2009 – Orpheus in Exile – The Songs of Vadim Kozin
- 2010 – Varieté
- 2011 – Feasting with Panthers
- 2014 – The Tyburn Tree (Dark London)
- 2014 – The Dancing Marquis
- 2015 – The Velvet Trail
- 2015 – Against Nature (jako Marc Almond, Jeremy Reed, Othon)[11]
- 2017 – Shadows And Reflections[12]
- 2018 – A Lovely Life To Live (jako Jools Holland, Marc Almond with The Rhythm & Blues Orchestra)[13]
- 2018 –How To Destroy Angels (jako Coil + Zos Kia + Marc Almond)[14]
- 2020 – Chaos and a Dancing Star[15]
- 2022 – The Things We Lost[16]
- 2024  – I`m Not Anyone[17]

Kompilacje
- 1987 – Singles 1984–1987
- 1993 – Twelve Years of Tears (Live At The Royal Albert Hall)
- 1995 – Treasure Box
- 1998 – Marc Almond & La Magia Live In Concert
- 2000 – Liverpool Philharmonic Hall
- 2001 – Live at the Union Chapel
- 2002 – Little Rough Rhinestones Volume I
- 2003 – The Willing Sinner
- 2003 – In Session Volume I
- 2003 – In Session Volume II
- 2006 – Little Rough Rhinestones Volume II
- 2008 – Marc Almond in Bluegate Fields: Live At Wilton’s Music Hall
- 2009 – Marc in Soho: Live at the London Palladium Jazz Festival 1986

## Filmografia
- 1996: Pełnia życia (Indian Summer) – wykonawca piosenki „Adored and Explored”
- 2002: 100 Greatest One Hit Wonders jako muzyk Soft Cell
- 2005: Whatever Happened to the Gender Benders? (TV) – sł. „Memorabilia”
- 2006: Scott Walker: 30 Century Man w roli samego siebie
- 2009: Dom chłopców (House of Boys) – sł. i muz. „Sex Dwarf”
- 2010: Kłopotliwy chłopak (Worried about the Boy) – sł. „Memorabilia”
- 2012: Zamknij się i graj (Shut Up and Play the Hits) – sł. „Say Hello, Wave Goodbye”
- 2014: Biały ptak w zamieci (White Bird in a Blizzard) – sł. „It’s a Mug’s Game”
- 2016: Eddie zwany Orłem (Eddie the Eagle) – wykonawca piosenki „Out Of The Sky”